# 富雄駅

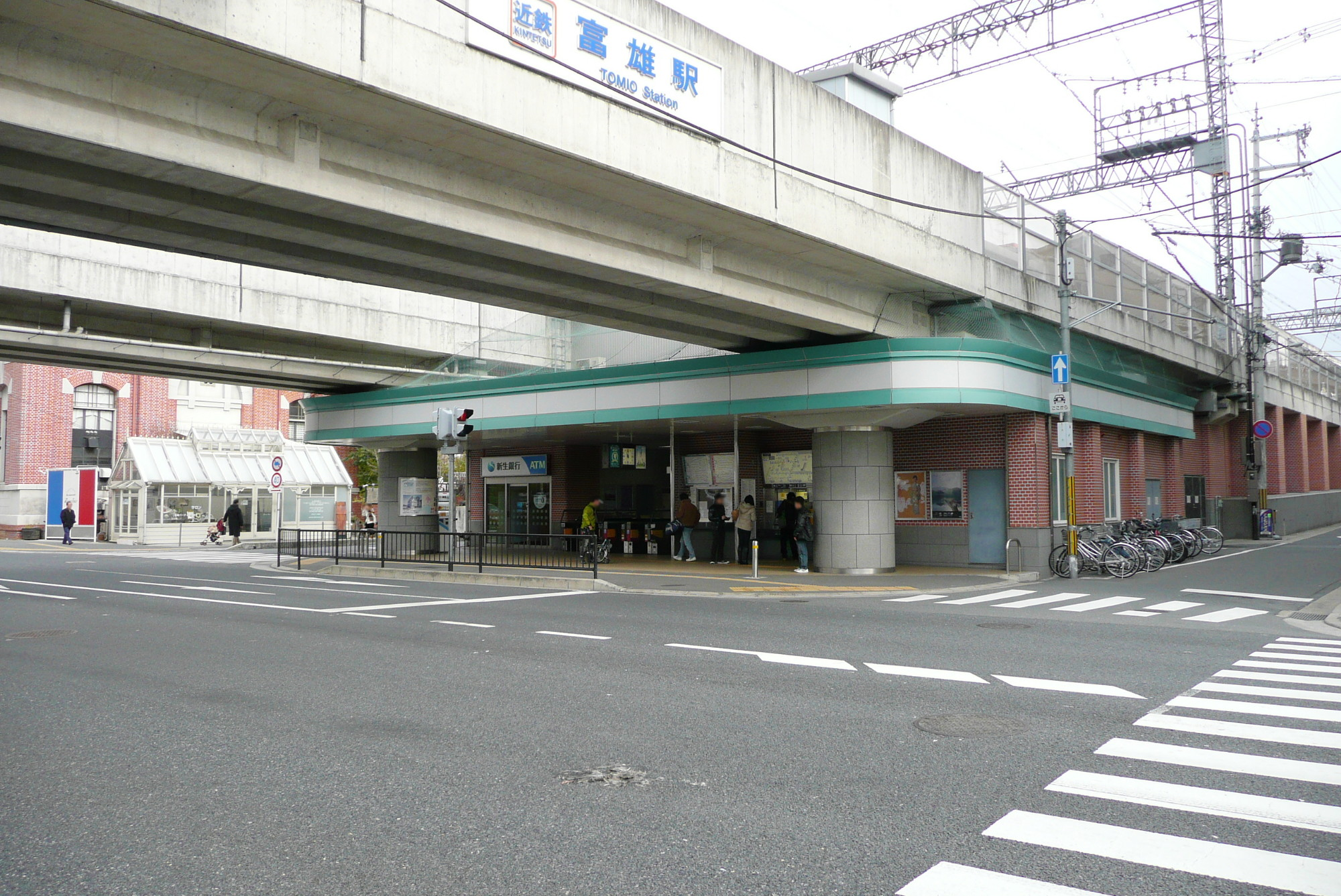
西口

富雄駅（とみおえき）は、奈良県奈良市富雄元町二丁目にある、近畿日本鉄道（近鉄）奈良線の駅。駅番号はA19。

## 歴史
- 1914年（大正3年）4月30日：大阪電気軌道上本町（現在の大阪上本町） - 奈良（現在の近鉄奈良）間開通時に富雄駅として開業[1]。当時の所在地は生駒郡富雄村。
- 1931年（昭和6年）11月25日：急行電車が富雄駅構内西方を高速で通過中、下り線から上り線に転線しようとしていた無蓋貨物電車と衝突。3名死亡、5名重傷、13名重軽傷[2]。
- 1941年（昭和16年）
  - 3月15日：参宮急行電鉄との合併により関西急行鉄道の駅となる[1]。
  - 9月：鵄邑駅（とびのむらえき）に改称[3][4][5]。
- 1944年（昭和19年）6月1日：会社合併により近畿日本鉄道の駅となる[1]。
- 1953年（昭和28年）4月1日：再び富雄駅に改称[4]。
- 1965年（昭和40年）9月：改良工事により2面2線の地上駅から1面2線の高架駅となる。改良工事竣工は10月30日。
近鉄奈良線複線中心間隔拡大工事に伴う工事。駅西側の富雄川橋梁をトラス橋から有道床合成桁に架け替え。さらに駅構内の勾配の緩和するために高架橋を建設し、駅付近を最大1.5メートル嵩上げした。この改良により駅両側にあった2箇所の踏切が廃止されている[6]。
- 2007年（平成19年）4月1日：PiTaPa使用開始[7]。

## 駅構造

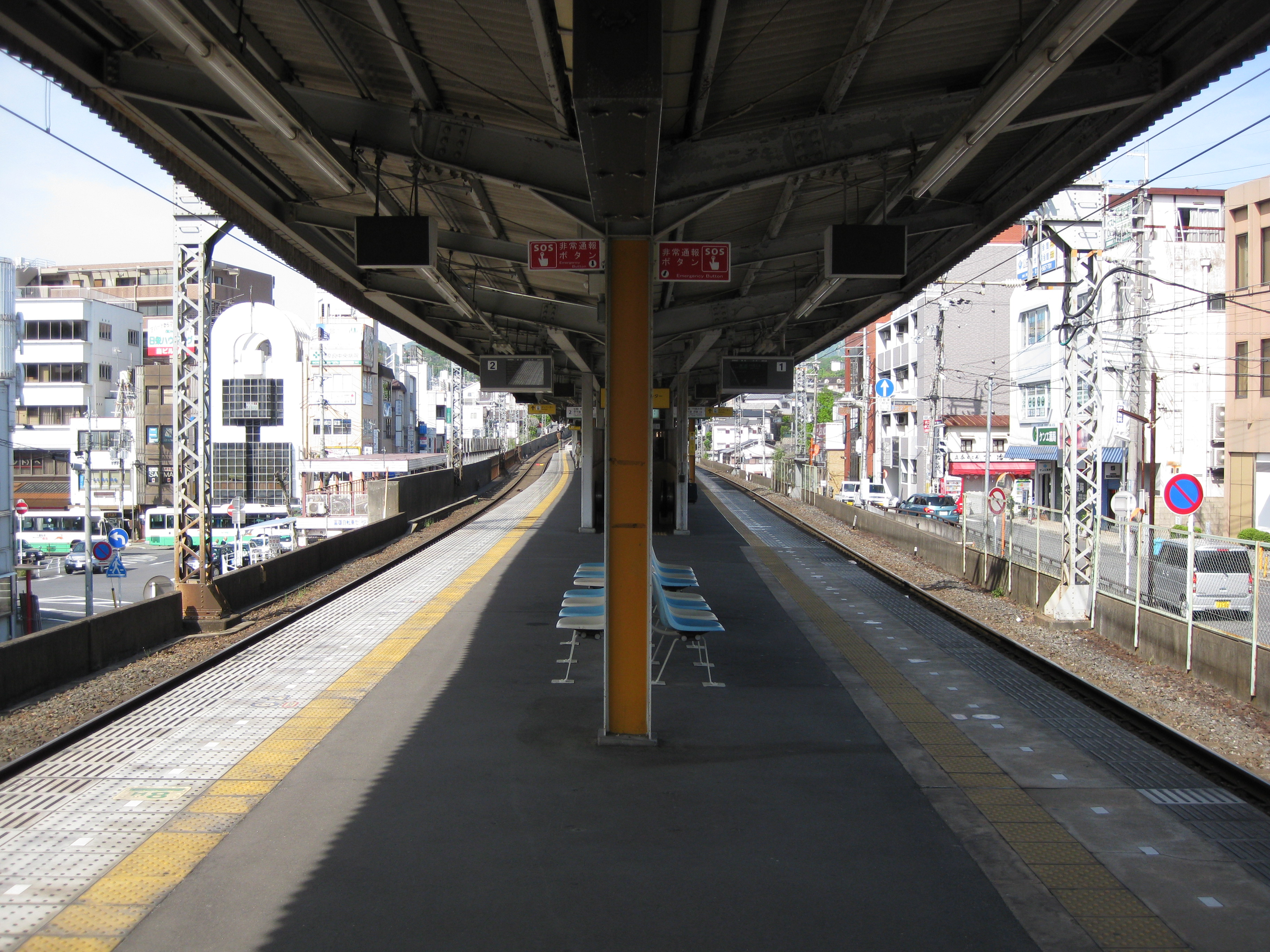
ホーム

島式1面2線のホームをもつ高架駅。東西双方の1階に改札が設けられている。さらに東口の改札は2ヶ所ある。ホームは2階にある。
大和西大寺駅管理の有人駅で、PiTaPa・ICOCA対応の自動改札機および自動精算機（回数券カードおよびICカードのチャージに対応）が設置されている。なお、特急券及び定期券は専用の自動券売機で購入が可能。

### のりば
| のりば | 路線     | 方向 | 行先               |
| ------ | -------- | ---- | ------------------ |
| 1      | A 奈良線 | 下り | 近鉄奈良方面       |
| 2      | A 奈良線 | 上り | 大阪難波・尼崎方面 |

## 利用状況
近年の1日あたりの乗降・乗車人員は下記の通り。
| 年度   | 特定日   | 特定日   | 1日平均 乗車人員 |
| 年度   | 調査日   | 乗降人員 | 1日平均 乗車人員 |
| ------ | -------- | -------- | ---------------- |
| 1985年 | -        | -        | 15,306           |
| 1986年 | -        | -        | 15,571           |
| 1987年 | -        | -        | 15,798           |
| 1988年 | -        | -        | 16,170           |
| 1989年 | -        | -        | 16,955           |
| 1990年 | -        | -        | 17,258           |
| 1991年 | -        | -        | 17,477           |
| 1992年 | -        | -        | 17,475           |
| 1993年 | -        | -        | 17,511           |
| 1994年 | -        | -        | 17,479           |
| 1995年 | -        | -        | 17,678           |
| 1996年 | -        | -        | 17,730           |
| 1997年 | -        | -        | 17,109           |
| 1998年 | -        | -        | 16,696           |
| 1999年 | -        | -        | 16,718           |
| 2000年 | -        | -        | 16,583           |
| 2001年 | -        | -        | 16,326           |
| 2002年 | -        | -        | 15,994           |
| 2003年 | -        | -        | 16,071           |
| 2004年 | -        | -        | 15,986           |
| 2005年 | 11月08日 | 31,840   | 15,841           |
| 2006年 | -        | -        | 15,467           |
| 2007年 | -        | -        | 15,225           |
| 2008年 | 11月18日 | 29,254   | 15,199           |
| 2009年 | -        | -        | 14,919           |
| 2010年 | 11月09日 | 29,120   | 14,893           |
| 2011年 | -        | -        | 14,643           |
| 2012年 | 11月13日 | 28,456   | 14,541           |
| 2013年 | -        | -        | 14,788           |
| 2014年 | -        | -        | 14,434           |
| 2015年 | 11月10日 | 28,974   | 14,619           |
| 2016年 | -        | -        | 14,747           |
| 2017年 | -        | -        | 14,833           |
| 2018年 | 11月13日 | 28,125   | 14,655           |
| 2019年 | -        | -        | 14,661           |
| 2020年 | -        | -        | 10,702           |
| 2021年 | 11月09日 | 22,911   | -                |
| 2022年 | 11月08日 | 24,863   | -                |
| 2023年 | 11月07日 | 25,101   |                  |

## 駅周辺
大和川水系富雄川・奈良県道7号枚方大和郡山線沿いにある。駅の西側には2024年まで大阪電気軌道時代に使用されていた旧富雄変電所があった。駅の北側には料亭の百楽荘があり、駅の東側から隣の駅の学園前駅にかけては住宅地となっている。駅南側には商店街がある。ラーメン店の多い地区としても知られている。
- 奈良富雄郵便局
- 南都銀行富雄支店
- 奈良信用金庫富雄支店
- 関西みらい銀行富雄支店
- イトマンスイミングスクール富雄校
- 四天王寺大和霊苑
- 霊山寺 (奈良市)
- 追分神社（追分梅林）
- 添御縣坐神社
- 諦崇寺
- 奈良市立富雄中学校
- 奈良市立富雄北小学校
- 奈良市立鳥見小学校
- 育英西中学校・高等学校
- イズミヤショッピングセンター学園前
  - イズミヤショッピングセンター学園前店
  - セリア イズミヤショッピングセンター学園前店
  - マツヤデンキ 学園前イズミヤ店
- カインズ奈良二名店

### バス路線
当駅に接続している路線バスは全便が奈良交通で、駅東口のロータリーに発着する。停留所名は「富雄駅」。なお、東口広場の整備（1974年）より前は駅西口の南側、富雄川を西へ越えた位置に所在する広場に発着していた。旧発着所については[文] 近畿大学 行きシャトル系統の発着所（「富雄」停留所）として引き続き使用されている。
東口（「富雄駅」停留所）
- 1番のりば
  - [43] 富雄南循環（日中時間帯のみ）
  - [44] 奈良帝塚山ヒルズ 行き（帝塚山南四丁目経由）（1日数本のみ）
  - [45] 帝塚山西二丁目 行き（奈良帝塚山ヒルズ経由）
  - [46] 帝塚山南四丁目 行き
  - [47] 帝塚山西二丁目 行き（帝塚山南四丁目経由）（平日・土曜の朝のみ運行）
  - [50] 若草台 行き
- 2番のりば　
  - [151] 高山学校前 行き（学研北生駒駅経由）
  - [152] 庄田 行き（学研北生駒駅経由）
  - [153] 傍示 行き（学研北生駒駅経由）
  - [155] 学研北生駒駅 行き
  - [156] 生駒北スポーツセンター 行き（学研北生駒駅・傍示経由）（土曜・日祝のみ運行）
- 3番のりば
  - [58] 富雄駅 行き（富雄団地・三松ヶ丘循環）
  - [60] 富雄駅 行き（富雄団地循環）
  - [61] ショッピングセンター前 行き（深夜3便のみ）
- 育英西校のりば
  - [文] 育英西校 行き（育英西校開校日の平日・土曜のみ運行）
  - [154] 傍示 行き（育英西高経由）（育英西校開校日の平日のみ運行）
  - [157] 生駒北スポーツセンター 行き（育英西高・学研北生駒駅・傍示経由）（育英西高開校日の土曜のみ運行）

西口（「富雄」停留所）
- 近畿大学のりば(西口から富雄川を越えてすぐ)
  - [文] 近畿大学 行き（三碓経由）

## 隣の駅
近畿日本鉄道
A 奈良線
■快速急行・■急行
通過
■準急・■区間準急・■普通
東生駒駅 (A18) - 富雄駅 (A19) - 学園前駅 (A20)
- 括弧内は駅番号を示している。